# Nicola III Esterházy
Nicola III Esterházy di Galantha (Ratisbona, 25 giugno 1817 – Vienna, 28 gennaio 1894) è stato un principe della famiglia nobile ungherese degli Esterházy.

## Biografia

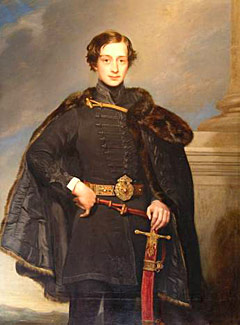
Ritratto del giovane principe Nicola III Esterházy

Nicola trascorse la propria giovinezza non, come era presumibile, in Ungheria o al Palazzo Esterháza, ma in Inghilterra, dove il padre Paolo III Antonio era impiegato come ambasciatore imperiale. Qui Nicola conobbe Sarah Frederica Caroline Child Villiers, figlia del V conte di Jersey e con lei organizzò il rapimento della fanciulla stessa per costringere le due famiglie ad accettare la loro storia d'amore. Il loro matrimonio ebbe luogo l'8 febbraio 1842 a Londra, ma Sarah morì poco dopo e Nicola fece erigere un grande obelisco alla sua memoria, nel parco del proprio palazzo.
Di ritorno dall'Inghilterra si impegnò, alla salita al potere dell'imperatore Francesco Giuseppe, nel 1848, a schierarsi attivamente con la politica imperiale, accompagnando il sovrano nel suo soggiorno in Ungheria come capitano della sua scorta ungherese. Per i servigi offerti, nel 1862 otterrà il cavalierato dell'Ordine del Toson d'oro.
Nel 1866, alla morte del padre, Nicola III poté ottenere il pieno controllo dei beni della casata. Agli onori, ad ogni modo, si aggiungevano gli ingenti debiti accumulati dalla casata negli ultimi cent'anni, a tal punto che Francesco Giuseppe fu costretto a pignorare i beni della famiglia, mantenendoli presso di sé dal 1865 fin quando questa non poté estinguere le proprie insolvenze, nel 1898.
Gran parte della collezione di quadri di proprietà della famiglia Esterházy venne venduta nel 1874 al Regno d'Ungheria, di modo da pagare una quota rilevante di questi debiti, raccolta d'arte che ancora oggi costituisce la base della collezione pittorica nazionale ungherese.
Alla sua morte, nel 1894, Nicola III venne succeduto dal figlio Paolo IV.

## Matrimonio e figli
L'8 settembre 1842 sposò la contessa inglese Sarah Frederica Child-Villiers (1822-1853), figlia di George Child Villiers, V conte di Jersey, dalla quale ebbe un solo figlio:
- Paolo (1843-1898), principe di Galanta

## Albero genealogico
|                                                                    |                                                                  |                                                                           | Genitori                                               |  |  | Nonni |  |  | Bisnonni            |  |  | Trisnonni          |  |
|                                                                    |                                                                  |                                                                           |                                                        |  |  |       |  |  | Antonio I Esterházy |  |  | Nicola I Esterházy |  |
|                                                                    |                                                                  |                                                                           |                                                        |  |  |       |  |  | Antonio I Esterházy |  |  | Nicola I Esterházy |  |
|                                                                    |                                                                  | Maria Elisabetta Ungnad von Weissenwolff                                  |                                                        |  |  |       |  |  | Antonio I Esterházy |  |  |                    |  |
| Nicola II Esterházy                                                |                                                                  |                                                                           |                                                        |  |  |       |  |  | Antonio I Esterházy |  |  |                    |  |
|                                                                    |                                                                  | Maria Teresa Erdődy von Monyorókerek und Monoszló                         | Jozef Erdődy von Monyorókerek und Monoszló             |  |  |       |  |  |                     |  |  |                    |  |
|                                                                    |                                                                  | Maria Teresa Erdődy von Monyorókerek und Monoszló                         | Jozef Erdődy von Monyorókerek und Monoszló             |  |  |       |  |  |                     |  |  |                    |  |
|                                                                    |                                                                  | Maria Teresa Erdődy von Monyorókerek und Monoszló                         | Maria Antonia von Batthyány-Strattmann                 |  |  |       |  |  |                     |  |  |                    |  |
| Paolo III Antonio Esterházy                                        |                                                                  | Maria Teresa Erdődy von Monyorókerek und Monoszló                         |                                                        |  |  |       |  |  |                     |  |  |                    |  |
|                                                                    |                                                                  | Francesco Giuseppe I del Liechtenstein                                    | Emanuele del Liechtenstein                             |  |  |       |  |  |                     |  |  |                    |  |
|                                                                    |                                                                  | Francesco Giuseppe I del Liechtenstein                                    | Emanuele del Liechtenstein                             |  |  |       |  |  |                     |  |  |                    |  |
|                                                                    |                                                                  | Francesco Giuseppe I del Liechtenstein                                    | Antonia di Dietrichstein-Weichselstädt                 |  |  |       |  |  |                     |  |  |                    |  |
| Maria Giuseppa Ermenegilda del Liechtenstein                       |                                                                  | Francesco Giuseppe I del Liechtenstein                                    |                                                        |  |  |       |  |  |                     |  |  |                    |  |
|                                                                    |                                                                  | Leopoldina di Sternberg                                                   | Francesco Filippo di Sternberg                         |  |  |       |  |  |                     |  |  |                    |  |
|                                                                    |                                                                  | Leopoldina di Sternberg                                                   | Francesco Filippo di Sternberg                         |  |  |       |  |  |                     |  |  |                    |  |
|                                                                    |                                                                  | Leopoldina di Sternberg                                                   | Maria Leopoldina di Starhemberg                        |  |  |       |  |  |                     |  |  |                    |  |
| Nicola III Esterházy                                               |                                                                  | Leopoldina di Sternberg                                                   |                                                        |  |  |       |  |  |                     |  |  |                    |  |
|                                                                    | Carlo Anselmo di Thurn und Taxis, IV principe di Thurn und Taxis | Alessandro Ferdinando di Thurn und Taxis, III principe di Thurn und Taxis |                                                        |  |  |       |  |  |                     |  |  |                    |  |
|                                                                    | Carlo Anselmo di Thurn und Taxis, IV principe di Thurn und Taxis | Alessandro Ferdinando di Thurn und Taxis, III principe di Thurn und Taxis |                                                        |  |  |       |  |  |                     |  |  |                    |  |
|                                                                    | Carlo Anselmo di Thurn und Taxis, IV principe di Thurn und Taxis | Sofia Cristiana Luisa di Brandeburgo-Bayreuth                             |                                                        |  |  |       |  |  |                     |  |  |                    |  |
| Carlo Alessandro di Thurn und Taxis, V principe di Thurn und Taxis | Carlo Anselmo di Thurn und Taxis, IV principe di Thurn und Taxis |                                                                           |                                                        |  |  |       |  |  |                     |  |  |                    |  |
|                                                                    |                                                                  | Augusta Elisabetta di Württemberg                                         | Carlo I Alessandro di Württemberg                      |  |  |       |  |  |                     |  |  |                    |  |
|                                                                    |                                                                  | Augusta Elisabetta di Württemberg                                         | Carlo I Alessandro di Württemberg                      |  |  |       |  |  |                     |  |  |                    |  |
|                                                                    |                                                                  | Augusta Elisabetta di Württemberg                                         | Maria Augusta di Thurn und Taxis                       |  |  |       |  |  |                     |  |  |                    |  |
| Maria Teresa di Thurn und Taxis                                    |                                                                  | Augusta Elisabetta di Württemberg                                         |                                                        |  |  |       |  |  |                     |  |  |                    |  |
|                                                                    |                                                                  | Carlo II di Meclemburgo-Strelitz                                          | Carlo Ludovico Federico di Meclemburgo-Strelitz        |  |  |       |  |  |                     |  |  |                    |  |
|                                                                    |                                                                  | Carlo II di Meclemburgo-Strelitz                                          | Carlo Ludovico Federico di Meclemburgo-Strelitz        |  |  |       |  |  |                     |  |  |                    |  |
|                                                                    |                                                                  | Carlo II di Meclemburgo-Strelitz                                          | Elisabetta Albertina di Sassonia-Hildburghausen        |  |  |       |  |  |                     |  |  |                    |  |
| Teresa di Meclemburgo-Strelitz                                     |                                                                  | Carlo II di Meclemburgo-Strelitz                                          |                                                        |  |  |       |  |  |                     |  |  |                    |  |
|                                                                    |                                                                  | Federica Carolina Luisa d'Assia-Darmstadt                                 | Giorgio Guglielmo d'Assia-Darmstadt                    |  |  |       |  |  |                     |  |  |                    |  |
|                                                                    |                                                                  | Federica Carolina Luisa d'Assia-Darmstadt                                 | Giorgio Guglielmo d'Assia-Darmstadt                    |  |  |       |  |  |                     |  |  |                    |  |
|                                                                    |                                                                  | Federica Carolina Luisa d'Assia-Darmstadt                                 | Maria Luisa Albertina di Leiningen-Dagsburg-Falkenburg |  |  |       |  |  |                     |  |  |                    |  |
|                                                                    |                                                                  | Federica Carolina Luisa d'Assia-Darmstadt                                 |                                                        |  |  |       |  |  |                     |  |  |                    |  |